# Amandine Leynaud
Amandine Suzanne Monique Leynaud (Aubenas, 2 de mayo de 1986) es una jugadora de balonmano francesa, jugadora del Győri Audi ETO KC y de la selección francesa. Ha conseguido dos medallas olímpicas. 

## Trayectoria
Compitió en los Juegos Olímpicos de Pekín 2008, Juegos Olímpicos de Londres 2012, los Juegos Olímpicos de Río de Janeiro 2016 y en los Juegos Olímpicos de Tokio 2020. Ganó una medalla de plata en los Juegos de Río de Janeiro y la de oro en los de Tokio. A nivel nacional, fue nombrada mejor portera de la División 1 francesa en 2009, 2010 y 2011.
Laynadud ha formado parte de la selección nacional de Francia de balonmano durante 20 años. En los Juegos Olímpicos de 2008, tanto Leynaud como su compañera de equipo Valérie Nicolas figuraron entre las mejores porteras de la competición. En los Juegos Olímpicos de 2012, Leynaud fue nombrada la tercera entre las diez mejores porteras del campeonato, con un porcentaje del 38%.
En la temporada 2012-13, Leynaud fichó por el principal club rumano, el CS Oltchim Râmnicu Vâlcea, pero no llegó a disputar ningún partido oficial al sufrir una lesión de ligamentos en el tobillo derecho que requirió cirugía. El equipo se disolvió al final de la temporada debido a dificultades financieras. Debido a su lesión, Leynaud también se perdió el Campeonato de Europa de 2012.

## Reconocimientos
En 2021, Laynaud fue condecorada, con Caballero de la Orden Nacional de la Legión de Honor, la orden de mérito francés más alta, por el Presidente de la República de Francia, Emmanuel Macron. En el mismo acto, fueron condecorados todos los jugadores de la selección femenina y masculina de Francia en los Juegos Olímpicos de Tokio por haber ganado el campeonato.

## Vida personal
Es abiertamente lesbiana y es madre de dos hijas junto a su esposa Annabelle.